# 岩滝温泉
岩滝温泉（いわたきおんせん）は、京都府与謝郡与謝野町（旧岩滝町）（旧国丹後国）にある温泉。

## 泉質
- 塩化土類硫化水素泉

## 温泉街
- 温泉宿が一件と、町営の日帰り温泉施設「クアハウス岩滝」がある。

## アクセス
- 北近畿タンゴ鉄道宮津線岩滝口駅下車。